# Carlos Velo Cobelas
Carlos Velo Cobelas (Cartelle, Ourense, 15 de novembre de 1909 – Ciutat de Mèxic, 1 de març de 1988) un biòleg i documentalista de cinema d'origen gallec. El 1940, després la Guerra Civil espanyola i el cop d'esta franquista, es va exiliar a Mèxic. S'hi va desenvolupar director i com una figura clau del cinema mexicà amb films de realisme social. Amb el productor Barbachano Ponce, l'ideòleg i animador cultural Fernando Gamboa formen part d'una generació que va transformar la manera de pensar dels documentals el que va contribuir al moviment del «Nou cinema asteca» (NCA).

## Biografia

### Primers anys
Va néixer a Cartelle, a la província d'Ourense, on el seu pare exercia de metge. De nen, es va traslladar a la ciutat d'Ourense a on fa fer un magisteri. En aquesta època va conèixer Vicente Risco i fou influenciat pel galleguisme. Va sorgir també en aquests anys la seva doble vocació per la biologia i pel cinema.
Per decisió familiar es va traslladar a Madrid per a fer la carrera de medicina, però es va decantar per a la biologia. Va obtenir la llicenciatura el 1932 i es va iniciar en la recerca sota la direcció de Cándido Bolívar Pieltáin, que també acabaria els seus dies exiliat a Mèxic. Va impartir a la Universitat Central de Madrid les assignatures d'entomologia i ciències naturals. Des de la seva especialització de biòleg va entrar en contacte amb el món professional del cinema, ja que el van encarregar de subministrar a Luis Buñuel les formigues vermelles que li calien per filmar d'Un chien andalou.
Velo va conèixer a les sessions de cinema de la Residencia de Estudiantes l'obra de Robert Flaherty, Eisenstein, Pudovkin, Vertov i Oleksandr Dovjenko. Entusiasmat amb els seus descobriments va fundar el 1933 el cineclub de la FUE (Federación Universitaria Escolar). Aquí conegué personalment Federico García Lorca. La repetida visió i estudi d'El cuirassat Potemkin li va marcar per sempre una vocació per al cinema. Es va endinsar en la tècnica cinematogràfica de la mà de Fernando Gutiérrez Mantilla. Va experimentar amb la fotografia amb una petita càmera Leica. El 1934 va realitzar el seu primer documental, Almadrabas, al qual va seguir Infinitos el 1935, amb música de Rodolfo Halffter. Va realitzar Felipe II y El Escorial durant unes vacances a Galícia. Quan aquest documental es va exhibir a l'Exposició Internacional de París va rebre el primer premi i el diploma d'un jurat que presidia Luis Buñuel.
A l'inici de la Guerra Civil s'estava a Segòvia i hi preparava les oposicions a la càtedra de Ciències Naturals. Se'n va anar a Cartelle pensant a fugir a Portugal amb la seva dona Marylín Santullano. Va desistir del pla i per atzar va acabar al Marroc filmant, per espai de sis mesos, Yerbala. El febrer de 1939, amb un salconduit de l'exèrcit republicà, va passar a França com a refugiat, i fou internat al camp de concentració de Sant Cebrià de Rosselló.Exili mexicà
Juntament amb la seva dona, gràcies als germans Fernando i Susana Gamboa, va poder embarcar rumb a Mèxic amb el vapor Flandre. A la capital mexicana, es va trobar a la casa del pintor David Alfaro Siqueiros amb altres intel·lectuals de la diàspora espanyola. Fa aprofitar l'acció de la Casa de España, creada pel govern de Mèxic par a acollir intel·lectuals espanyols. Va poder fer classes de biologia general a l'Institut Politècnic Nacional, recentment inaugurat pel president Lázaro Cárdenas i es nacionalitza mexicà. També fou director del Comitè Tècnic d'Ajuda als Refugiats Espanyols (CTARE). El 1941 hi va proposar un projecte de crear una indústria cinematogràfica dedicada als documental científiques i culturals.
En el número 6 de la revista España Peregrina, de juliol de 1940, publica Galicia, paisaje de sangre. Va realitzar també diverses col·laboracions sobre temes de cinema per la revista Romance. El 1942 va col·laborar en la fundació de la revista Saudade, al costat de Florencio Delgado Gurriarán, Xosé Caridad Mateo i Ramiro Isla Couto. Es va afiliar a la Unió de Professors Universitaris Espanyols que dirigia a Mèxic des de 1943 el científic Ignacio Bolívar. Va prosseguir amb la docència en diferents centres fins que el 1944 va decidir abandonar el treball afectat d'una forta depressió per mor de la sobtada mort de la seva dona.
Va recuperar els ànims submergint-se al cinema. El 1944 va guanyar com a coguionista un Premi Ariel per Entre hermanos. ES va ocupar des de 1946 fins a 1953 de la direcció del Noticiari Mexicà EMA i va realitzar els documentals México eterno, México incógnito i Historia de México. El 1952 va conèixer el productor iucatec Manuel Barbachano Ponce amb qui va realitzar el curtmetratge Telerrevista. Quan l'any següent els germans Barbachano van fundar Teleproducciones, Velo hi rep el càrrec de director tècnic. Va desenvolupar per a Barbachano el projecte Cine Verdad i van començar el projecte Raíces de l'autoria de Velo, però que per problemes sindicals firmaria Benito Alazraki. Amb Raíces va obtenir el Premi de la Crítica al Festival Internacional de Cinema de Canes el 1953. Per a Fernando Gamboa va realitzar un gran documental sobre la pintura mural mexicana: Pintura mural mexicana. Retrato de un pintor, sobre Diego Rivera i Arte público, dedicat a David A. Siqueiros.
Va participar en diverses activitats encoratjades pels exiliats. Va ser, el 1949, un dels socis fundadors de l'Ateneo Español de México. Identificat amb la causa galleguista, va ser un dels fundadors el 1953 del Patronat de la Cultura Gallega. S'hi va sumar a la línia més radical representada per Luis Soto. El 1958 com a president del Patronat, fomentar la revista Vieiros que va integrar també Florencio Delgado Gurriarán, Luís Soto i Elixio Rodríguez. Abans, el 1956, havia enviat al Primer Congrés de l'Emigració de Buenos Aires una proposta per a crear un Centre Cinematogràfic Gallec. Va realitzar també un documental sobre la pintura del seu amic Arturo Souto. És de destacar que el primer exemplar de Vieiros codirigit per Carlos Velo, Florencio Delgado Gurriarán i Luís Soto va sortir el 1959. Un segon número, codirigit pels mateixos, va sortir el 1962. Al tercer, de 1965, Florencio Delgado va ser substituït per Xosé Caridad Mateo. L'últim número de Vieiros va sortir a la primavera de 1968.
El 1956 va dirigir, per a la productora de Barbachano, un primer llargmetratge, Torero, sobre la biografia de Luis Procuna, amb la qual rep altres premis a Venècia i Canes i una preselecció per a l'Oscar. Des del seu lloc a Teleproducciones va col·laborar de manera decisiva en Nazarín (1958) de Buñuel i en Sonatas (1959) de Juan Antonio Bardem. A petició d'Alfredo Guevara va participar en la creació de l'Institut Cubà d'Art i Indústria Cinematogràfica (ICAIC). El 1960, també amb Barbachano, portar al cinema Pedro Páramo, la novel·la del seu amic Juan Rulfo. Carlos Fuentes va col·laborar en el guió i el va ajudar a recrear l'atmosfera de l'univers rulfià. El mateix Rulfo va col·laborar en la localització de paisatges als estats de Mèxic i Hidalgo. El film es va estrenar el 1966, la crítica lloà la cuidada tècnica i la fotografia en blanc i negre però Velo no era satisfet del resultat. La polèmica que va envoltar la presentació del film el va portar a un cinema més comercial.
Per a la productora de la seva segona dona, Angélica Ortiz, va realitzar Don Juan 67, 5 de chocolate y 1 de fresa, Alguien nos quiere matar i El medio pelo. Va tornar després de nou al documental. El 1971 va dirigir el Centro de Producción de Cortometraje des del qual va impulsar una profunda renovació del cinema mexicà. El 1975 va passar a dirigir el Centro de Capacitación Cinematográfica, i va proposor que Buñuel n'esdevé el president honorari. Continuava realitzant documentals com Universidad comprometida, en el qual va incloure el discurs de Salvador Allende als estudiants de la Universitat de Guadalajara el desembre de 1972. Aquest curtmetratge va ser premiat al Festival de Cinema Iberoamericà de Huelva. Va filmar també Homenaje a León Felipe i Cartas de Japón.
Des d'Espanya, si bé molt tard, van començar a arribar-li els reconeixements. El 1976 la Filmoteca Espanyola li va tributar un homenatge. Però, abans del reconeixement ple a un costat i un altre de l'Atlàntic, hauria de passar serioses dificultats. En el sexenni del president José López Portillo va ser injustament acusat, com després es va demostrar, de frau en la gestió de fons públics. Els quatre mesos passats a la presó li van danyar la salut. Velo va ser reivindicat públicament en el sexenni de govern del president Miguel de la Madrid, qui el 1984 el va nomenar sotsdirector de mitjans audiovisuals al Consejo Nacional de Ciencia y Tecnología.
Començada la dècada de 1980, el Ministeri de Cultura del govern espanyol, presidit per Felipe González, li va encarregar una sèrie de curtmetratges, finalment editats en vídeo, sobre els republicans exiliats a Mèxic. Velo va realitzar Tres pintores i Pintura y poesía. El 1983 va rebre de la Xunta de Galícia el premi «Maestro Mateo». Després de la seva mort a Mèxic, en la seva memòria la Conselleria de Cultura de la Xunta de Galícia va constituir el 1989 el Premi de Guions «Carlos Velo».

## Filmografia (incompleta)

### Curtmetratges documentals
- Almadrabas (1934), codirector i guionista.
- En un lugar de Castilla (1934), director i guionista.
- La ciudad y el campo (1934), director i guionista.
- Felipe II y El Escorial (1935), codirector i guionista.
- Infinitos (1935), codirector i guionista.
- Castillos en Castilla (1935), codirector i guionista.
- Galicia y Compostela (1935), codirector i guionista.
- Tarraco Augusta (1935), codirector i guionista.
- Saudade (1936), codirector i guionista.
- Yebala (1937), director.
- Galicia (1937), director.
- Los que sí y los que no (1972), director, productor i guionista.
- El rumbo que hemos elegido (1972), director, productor i guionista.
- Cartas a Japón (1973), director, productor i guionista.
- A la mitad del camino (1973), director, productor i guionista.
- Baja California: Último paraíso (1973), director, productor i guionista.
- Baja California: Paralelo 28 (1973), director, productor i guionista.
- Forum de Roma (1974), director, productor i guionista.
- Laberinto (1975), director, productor i guionista.
- El pueblo maya (1983), director, productor i guionista.

### Llargmetratges documentals
- Romancero marroquí (Der Stern von Tetuan) (1939), codirector.
- Torero (1956), director i guionista.

### Llargmetratges de ficció
- Entre hermanos (1944), guionista.
- Raíces (1953), guionista.[6]
- Chistelandia (1958), codirector.
- Nueva Chistelandia (1958), codirector.
- ¡Vuelve Chistelandia! (1958), codirector.
- Nazarín (1958), conseller de producció.
- Sonatas (Aventuras del marqués de Bradomín) (1959), productor.
- Don Juan 67 (1966), director i guionista.
- Pedro Páramo (1967), director.
- Secreto eterno (1966).
- 5 de chocolate y 1 de fresa (1967) director i guionista.
- El medio pelo (1970) director i guionista.
- Alguien nos quiere matar (1977) director i guionista.

## Reconeixement
- 1956: nominat per a un Lleó d'Or per Torero
- 1967: nominat per a un Palma d'Or per Pedro Páramo